# Steklno
Steklno (deutsch Stecklin, früher auch Steklin) ist ein Dorf in der Landgemeinde (Gmina) Gryfino im Powiat Gryfiński der polnischen Woiwodschaft Westpommern.

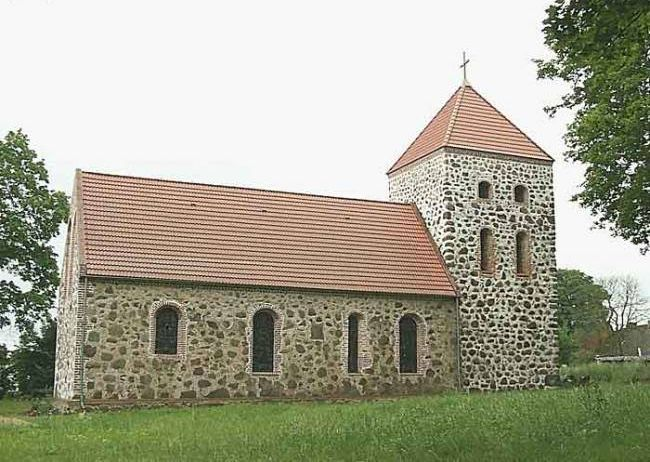
Dorfkirche, bis 1945 Gotteshaus der evangelischen Gemeinde Stecklin (Aufnahme 2007)

## Geographie
Das Kirchdorf liegt in Hinterpommern, etwa 25 Kilometer südlich des Stadtzentrums von Stettin und sechs Kilometer südsüdöstlich der Stadt Greifenhagen.

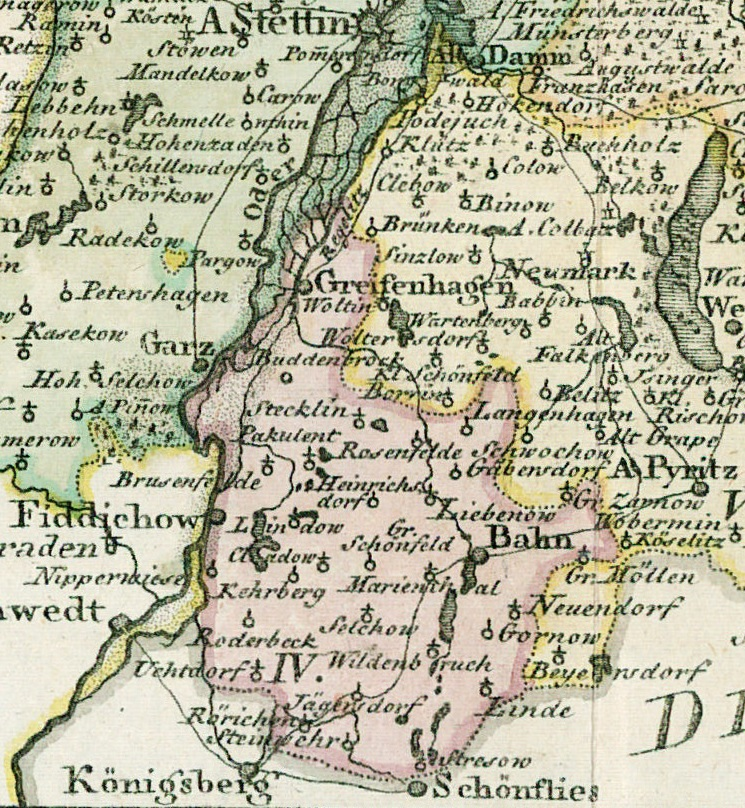
Stecklin südsüdöstlich von Greifenhagen auf einer Landkarte vom Ende des 18. Jahrhunderts

## Geschichte

Stecklin (Stekelin) südsüdöstlich des Stettiner Haffs, südlich der Stadt Stettin und südöstlich der Stadt Greifenhagen (Griffenhagen), auf der Lubinschen Karte von 1618 (Ausschnitt)

Das Dorf wurde urkundlich erstmals im Jahr 1212 unter dem Namen Stikilin als Grenzort des Gebietes um Woltin genannt und war bereits 1222 eine Eigentumsortschaft des Klosters Kolbatz. Die ältere Ortsbezeichnung ist slawischen Ursprungs: Stykelin bedeutet so viel wie Pfütze und dürfte sich auf die beiden benachbarten Seen Großer Stecklin und Kleiner Stecklin beziehen. Bevor das Kloster Kolbatz 1535 aufgehoben wurde, trug das Dorf den Namen Stekelin.
1756 wurde in einem Reisebuch angegeben, das Dorf in Pommern heiße Steketin, nicht mehr Stekelin, und dessen Besitzer seien die Herren von Kreuz. Andere Schreibweisen dieses Familiennamens sind Kreutz und Creutz. Brüggemanns Ortschaftsbeschreibung zufolge befand sich Stecklin um 1784 im Besitz des Majors Friedrich Wilhelm Graf von Hacke.
Der Wechsel des Allodialbesitzes von der Familie von Creutz zur Familie von Hacke fand statt, weil Ehrenreich Bogislaus von Creutz (* um 1670, † 1733) keine Söhne hinterlassen hatte. Seine Witwe Gertrud starb am 1. Oktober 1741 in Berlin. Seine Tochter Sophie Albertine (1710–1757) heiratete den preußischen Hofjägermeister, Kapitän im Potsdamer Leibregiment, späteren General und Stadtkommandanten Hans Christoph Friedrich Graf von Hacke (1699–1754). Aus der Ehe ging u. a. der oben bereits erwähnte Sohn Friedrich Wilhelm Graf Hacke hervor († 1789), der Stecklin erhielt. Dieser wiederum vererbte es einen seiner Söhne, die alle auf die Ritterakademie Brandenburg gingen, hier im Erbgang an Georg Leopold Gustav August von Hake.
In der Folgezeit wurde mit dem Besitz nicht sorgsam genug umgegangen, so dass schließlich der Verkauf des Anwesens gerichtlich angeordnet wurde und die Besitzer es mittellos verlassen mussten. Das Gut wurde von dem Amtsrat Bayer erstanden, der es anfangs von seinem Sohn, dem Oberamtmann Carl Wilhelm Gottlieb Bayer, bewirtschaften ließ, es ihm aber 1817 eigentümlich übertrug. Nach dessen Ableben kam es 1861 an dessen Neffen, Friedrich Wilhelm Hermann Pastorff.
1892 wird als Besitzer des Gutes Karl Adalbert Pfeil (* 22. April 1840 in Louisa, Kreis Sternberg,+ in Stecklin) genannt.
1899 wird als Besitzerin des Rittergutes seine Frau Klara Emma Luise Pfeil (* 3. März 1857 in Greifenhagen, † 13. Dez 1940 in Prenzlau), geborene Flogertzy genannt.
Im Jahr 1907 wurde Wilhelm Stühmke als Besitzer des Ritterguts Stecklin genannt.
1939 wurde Ferdinand Bernhard als Eigentümer des Rittgergutes mit 574 ha genannt.
Im Jahr 1945 gehörte Stecklin zum Landkreis Greifenhagen im Regierungsbezirk Stettin der preußischen Provinz Pommern des Deutschen Reichs. Die Ortschaft war dem Amtsbezirk Rosenfelde angegliedert.
Gegen Ende des Zweiten Weltkriegs wurde die Region von der Roten Armee besetzt. Nach Kriegsende wurde Stecklin seitens der sowjetischen Besatzungsmacht der Volksrepublik Polen zur Verwaltung unterstellt. Allmählich begann danach die Zuwanderung polnischer Zivilisten. Die Ortschaft wurde in „Steklno“ umbenannt. Anschließend wurde die einheimische Bevölkerung von der polnischen Administration aus dem Kreisgebiet vertrieben.

### Demographie
| Jahr | Einwohner | Anmerkungen |
| ---- | --------- | --- |
| 1782 | –         | 45 Feuerstellen (Haushaltungen) |
| 1818 | 241       | [ 20 ] [ 21 ] [ 22 ] |
| 1852 | 455       | [ 23 ] |
| 1862 | 952       | auf einer Gemarkungsfläche von 6076 Morgen, in 101 Wohnhäusern                                                                      |
| 1867 | 688       | am 3. Dezember, davon 428 im Dorf und 260 im Gutsbezirk                                                                             |
| 1871 | 662       | am 1. Dezember, davon 482 im Dorf und (478 Evangelische, ein Katholik und drei Juden) und 180 (sämtlich Evangelische) im Gutsbezirk |
| 1910 | 390       | am 1. Dezember, davon 311 im Dorf, 77 im Gutsbezirk und zwei Einwohner in der Försterei                                             |
| 1925 | 413       | davon 408 Evangelische und fünf Katholiken                                                                                          |
| 1933 | 419       | [ 28 ] |
| 1939 | 413       | [ 28 ] |

### Kirchspiel
Das evangelische Kirchspiel der Mutterkirche von Stecklin, deren Filialen die Dörfer Rosenfelde und Langenhagen waren, gehörte vor 1945 zur Synode Greifenhagen; Patron der Kirche war im 19. Jahrhundert der Gutsherr.

## Söhne und Töchter
- Friedrich Wilhelm Krause (1765–1840), deutscher Kaufmann und Reeder